# حزب کمونیست بنگلادش
حزب کمونیست بنگلادش (بنگالی: বাংলাদেশের কমিউনিস্ট পার্টি) یک حزب سیاسی با ایدئولوژی مارکسیسم–لنینیسم در کشور بنگلادش است. این حزب در ائتلاف دموکراتیک چپ است.

## تاریخچه
پس از تقسیم هند در سال ۱۹۴۷، در جریان دومین کنگره حزب کمونیست هند در کلکته، نمایندگانی که از مناطقی در ایالت تازه تأسیس پاکستان (که بنگلادش را نیز تشکیل می‌دهد) می‌آیند در ۶ مارس ۱۹۴۸ به‌طور جداگانه ملاقات کردند جلسه تشکیل و تصمیم به تشکیل حزب کمونیست پاکستان گرفت. نپال ناگ دبیرکل حزب شد.
قدرت و فعالیت اصلی حزب تازه تأسیس در استان پاکستان شرقی (بنگلادش فعلی) بود. این استان شرقی از نظر جغرافیایی تقریباً ۲۰۰۰ نفر از استان غربی جدا شد کیلومتر از خاک هند. به دلیل این جدایی جغرافیایی گسترده همراه با آزار و شکنجه توسط دولت پاکستان و توسعه ناهموار جنبش دموکراتیک در دو قسمت پاکستان، کمونیست‌های شرق پاکستان نیاز به داشتن یک مرکز مستقل برای پیشبرد بیشتر فعالیت‌های خود احساس کردند. چهارمین کنفرانس کمیته استانی پاکستان شرقی حزب، که به‌طور مخفیانه در سال ۱۹۶۸ تشکیل جلسه داد، خود را اولین کنگره حزب کمونیست پاکستان شرقی اعلام کرد و کمیته مرکزی حزب را انتخاب کرد. با ظهور بنگلادش به عنوان یک کشور مستقل در سال ۱۹۷۱، این حزب نام فعلی خود را حزب کمونیست بنگلادش گرفت.
این حزب نقش مهمی در قیام ۱۹۶۹ و همچنین در شورش سراسری پس از آن از جمله جنبش عدم همکاری ۱۹۷۱ ایفا کرد. حزب کمونیست همچنین به‌طور فعال در نه ماه مبارزه مسلحانه برای استقلال بنگلادش در سال ۱۹۷۱ شرکت کرد. یک «نیروی ویژه چریکی» به فرماندهی مستقیم CPB- NAP - BSU علیه ارتش پاکستان جنگید. کمونیستها همچنین در بخشهای دیگر مبارزان مقاومت مسلح از جمله مبارزان آزادی و ارتش جدید بنگلادش شرکت داشتند. مونی سینگ، رئیس‌جمهور پیشین این حزب، به عنوان عضوی از شورای مشورتی دولت موقت بنگلادش انتخاب شد.

### بنگلادش مستقل
استقلال بنگلادش در سال ۱۹۷۱ فصل جدیدی را در تاریخ حزب کمونیست بنگلادش گشود. حزب کار قانونی و علنی خود را آغاز کرد. حزب با هدف بسیج سازمانها و جنبشهای اتحادیه‌های کارگری در خطوط انقلابی، مرکز ملی سندیکایی را تشکیل داد. Gana Oikya Jote در ۱۴ اکتبر ۱۹۷۳ متشکل از لیگ اوامی بنگلادش، حزب کمونیست و حزب ملی آوامی (مظفر) با هدف آماده‌سازی زمینه ای برای استقرار سوسیالیسم در کشور تشکیل شد و کمیته Jote متشکل از ۱۹ عضو با تشکیل شد. سه عضو از حزب کنونیست بنگلادش. در کنگره خود در داکا (۱۹۷۳)، حزب قانون اساسی جدیدی را تصویب کرد و کمیته مرکزی ۲۶ عضوی با مونی سینگ به عنوان رئیس‌جمهور و محمد فرهاد به عنوان دبیرکل انتخاب شدند. در ۱۵ اوت ۱۹۷۵ رئیس‌جمهور شیخ مجیب توسط بخشی از ارتش ترور شد که سرانجام این کشور را تحت سلطه نظامی راستگرایان درآورد. رهبران و کارگران حزب کمونیست قربانی سرکوب جدی تحت حکومت نظامی در سال ۱۹۷۵ شدند. رهبران حزب در مرکز و مناطق بازداشت شدند، علیه بسیاری حکم صادر شد (۱۹۷۶)، و در اکتبر ۱۹۷۷ حزب کمونیست بنگلادش ممنوع اعلام شد. در سال ۱۹۷۸ ممنوعیت حزب لغو شد و رهبران آن آزاد شدند. این حزب در انتخابات عمومی ۱۹۷۸ شرکت کرد. این حزب به عنوان عضوی از جبهه اویکا پشتیبانی فعالانه ای از زهیر زیمام در انتخابات ریاست جمهوری در سال ۱۹۷۹ داشت. این نزب در سال ۱۹۸۳ علیه حکومت نظامی حسین محمد ارشاد به اتحاد ۱۵ حزب پیوست. این حزب در انتخابات ۱۹۸۶ جاتیای سنگساد شرکت کرد و پنج کرسی را بدست آورد. حزب کمونیست بنگلادش نقشی حیاتی در جنبش برکناری ارشاد در سال ۱۹۹۰ داشت.
این حزب در سال ۱۹۹۱ با توجه به فروپاشی سوسیالیسم به سبک شوروی در اروپای شرقی، از جمله اتحاد جماهیر شوروی، با بحران بزرگی روبرو شد. رهبران حزب به دو اردوگاه تقسیم شدند، یکی طرفدار انحلال این حزب و جایگزینی آن با یک سکوی جدید در خطوط دموکراتیک و دیگری طرفدار حفظ حزب در شکل اصلی آن بودند. این درگیری در سال ۱۹۹۳ زمانی حادتر شد که دو گروه مخالف کنوانسیونهای جداگانه ای را در داکا ترتیب دادند. گروه مارکسیست - لنینیست، در کنوانسیون خود که در ۱۵ ژوئن ۱۹۹۳ برگزار شد، به نفع وجود مستقل حزب کمونیست در بنگلادش تصمیم گرفتند، و کمیته اجرایی مرکزی جدید آنها با رفیق شهیدولا چودهوری به عنوان رئیس‌جمهور و رفیق موزهیدالاسلام سلیم به عنوان کلی تشکیل شد. دبیر، منشی.
حزب کارگران (بازسازی شده) بنگلادش در فوریه ۲۰۱۰ در حزب کمونیست بنگلادش ادغام شد.

## ایدئولوژی و سازمان
انترناسیونالیسم انقلابی جنبه اصلی اصول سیاست آن است. تمرکزگرایی دموکراتیک اصل سازمانی راهنمای CPB است. کنگره حزب که هر ۴ سال یکبار تشکیل می‌شود، عالی‌ترین نهاد حزب است که کمیته مرکزی مسئول در برابر آن را انتخاب می‌کند. کمیته مرکزی بالاترین ارگان حزب در فاصله بین دو کنگره است.
کمیته مرکزی ۵۱ عضوی توسط نهمین کنگره حزب (اوت ۲۰۰۸) انتخاب شد. یک هیئت رئیسه ۷ نفره شامل رئیس‌جمهور و دبیرکل توسط CC انتخاب شد. همچنین یک شورای ملی متشکل از ۱۹۱ عضو وجود دارد که حداقل سالی یکبار برای مشاوره و کمک به CC در اجرای تصمیمات کنگره تشکیل می‌شود. کنگره همچنین یک کمیسیون کنترل ۴ نفره را انتخاب کرد. CPB در ۶۲ منطقه از ۶۴ منطقه و ۲۷۵ مورد از ۵۲۰ بخش فرعی در بنگلادش سازمان دارد. کمیته‌های منطقه ای و فرعی فعالیت‌های کمیته‌های منطقه ای و شاخه‌های اولیه حزب را هماهنگ و هدایت می‌کنند. اعضای حزب در این شاخه‌های اصلی سازمان یافته‌اند، شاخه‌های آنها «گروه‌های فعال» را تشکیل می‌دهند که در خدمت آماده‌سازی کادرها برای عضویت در حزب هستند. علاوه بر عضویت در حزب، این حزب فرصتی را برای گنجاندن «اعضای وابسته» از میان طرفداران حزب فراهم می‌کند. اعضای حزب و فعالین حزب در اتحادیه‌های کارگری و سازمان‌های توده ای کارگران کشاورزی، دهقانان، زنان، دانشجویان، جوانان، کودکان، معلمان، پزشکان، وکلا، متخصصان، اقلیت‌های ملی بومی و بومیان، سازمان‌های فرهنگی و غیره کار می‌کنند. علی‌رغم تعداد نسبتاً کمی از اعضای حزب و اعضای وابسته (مجموعاً ۲۵۰۰۰ نفر)، این حزب قادر است از طریق نفوذ خود در این سازمانهای توده ای، صدها هزار نفر را بسیج کند.
ارگان اصلی حزب Ekota است که هر هفته منتشر می‌شود.

## استراتژی و تاکتیک‌ها
CPB در حال کار با استراتژی تحقق «تحول انقلابی دموکراتیک جامعه و دولت» با هدف نهایی سوسیالیسم - کمونیسم است. حزب متناسب با این هدف استراتژیک «تحول دموکراتیک انقلابی» یک برنامه ۱۷ ماده ای ارائه داده‌است.
CPB توجه ویژه ای به تقویت حزب و سازمانهای توده ای، افزایش انسجام در میان کمونیستها و حرکت به سمت وحدت کمونیستی، تقویت و گسترش جبهه دموکراتیک چپ (که توسط احزاب مختلف کمونیست و چپ تشکیل شده‌است) است.
حزب کمونیست همچنین در تلاش بوده تا نیروهای چپ و لیبرال دموکراتیک را گرد هم آورد تا جایگزینی برای دو حزب عمده فعلی فراهم کند. این حزب در راه اندازی یک ترکیب ۱۱ نفره فعالانه با این هدف مشارکت فعال داشت. با این حال، در تحولات اخیر (از اواخر سال ۲۰۰۶) بقیه این اتحاد در اتحاد ۱۴ حزب به رهبری اتحادیه عوامی قرار گرفته‌است.
حزب کمونیست بنگلادش همچنین وظیفه فوری مبارزه با بنیادگرایی مذهبی را در اولویت قرار می‌دهد. این حزب به شدت از ماتریالیسم دیالکتیکی صحبت می‌کند. برای همین در تلاش است تا جنبشی متحد را با همه نیروهای دموکراتیک سکولار ممکن از جمله اتحاد آوامی ایجاد کند.

### نتایج انتخابات
حزب کمونیست بنگلادش در شش انتخابات از هفت انتخابات عمومی اول شرکت کرد (به استثنای فوریه ۱۹۹۶ که به‌طور گسترده‌ای تحریم شد). آنها دو بار نمایندگی، ۵ کرسی در سال ۱۹۸۶ و ۵ کرسی در سال ۱۹۹۱ به دست آوردند.
| حوزه انتخابیه | نام کاندیدا          | تعداد آرا | درصد کل خیر. آرا | نتایج    |
| ------------- | -------------------- | --------- | ---------------- | -------- |
| پنچاگر -۲     | مظاهر حسین           | ۴۲٬۳۳۵    | ۳۹٫۱             | برنده    |
| تاکورگائون-۲  | دبیرالاسلام          | ۴۶٬۴۵۲    | ۴۸٫۱             | برنده    |
| نیلپهاماری-۲  | خانم شمس الدوحا      | ۳۵٬۲۱۶    | ۳۳٫۵             | برنده شد |
| نائوگائون-۶   | اوهیدور رحمان        | ۴۶٬۷۸۰    | ۳۵٫۲             | دوم      |
| راجشاهی -۳    | خانم ابراهیم حسین    | ۱۴٬۸۹۱    | ۹٫۶              | چهارم    |
| خولنا -۱      | آکینتا کومار بیسواس  | ۲۱٬۶۸۸    | ۲۳٫۰             | دوم      |
| داکا-۴        | سیف الدین احمد مانیک | ۴۲٬۴۵۴    | ۳۶٫۱             | دوم      |
| سونامجانگ-۱   | نوذر حسین            | ۴۴٬۱۱۷    | ۳۶٫۹             | برنده شد |
| سیلهت -۶      | نورالاسلام ناهید     | ۳۳٬۳۳۲    | ۲۶٫۵             | دوم      |
| نوآخالی -۳    | نورالاسلام           | ۱۰٬۰۸۲    | ۱۹٫۷             | دوم      |
| چیتگونگ-۷     | خانم یوسف            | ۳۴۶۱۵     | ۴۰٫۳             | برنده شد |

## فهرست اعضای برجسته
- شهید تاج الاسلام (درگذشته ۱ مارس ۱۹۸۴) - رهبر اتحادیه کارگری آدمجی مجدور که در سال ۱۹۸۴ کشته شد. سالگرد مرگ وی توسط CPB برگزار می‌شود.
- محمد فرهاد (۵ ژوئیه ۱۹۳۸–۹ اکتبر ۱۹۸۷) - رهبر سابق حزب کمونیست بنگلادش و عضو پارلمان بنگلادش.